# Bagisara repanda
Bagisara repanda là một loài bướm đêm thuộc họ Noctuidae. Nó được tìm thấy ở miền nam Hoa Kỳ từ South Carolina tới Florida, phía tây đến Texas, phía nam qua Guatemala, Panama, Antilles, Paraguay, Colombia, Venezuela, Guyana và Brasil tới Argentina.

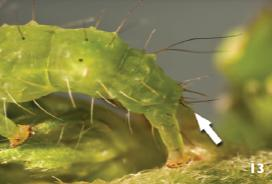
Bagisara repanda larvae caudal segments

Chiều dài cánh trước là 10–12 mm. In Louisiana, most Cá thể trưởng thành mọc cánh from cuối tháng 8 đến tháng 11. Con trưởng thành bay all quanh năm in the tropics và perhaps in Florida.
Ấu trùng ăn các loài Sida và possibly các loài thực vật khác ở Malvaceae.